# Aeroportul Internațional Viena
Aeroportul Internațional Viena (în germană Flughafen Wien; IATA: VIE, ICAO: LOWW), localizat în Schwechat, la 18 km sud-est de centrul Vienei, este cel mai mare și mai aglomerat aeroport din Austria. Aeroportul poate servi aeronave mari, de tipul Boeing 747 și Airbus A340, dar încă nu are posibilitatea de manevrare a avionului Airbus A380. Acest aeroport este hub pentru Austrian Airlines și subsidiarele sale.
În 2012 aeroportul a fost tranzitat de 22.165.794 de pasageri, ceea ce reprezintă o creștere de 5 % față de anul 2011, și au fost efectuate 244.650 de mișcări de aeronave.
| Companie aeriene                                | Destinații |
| ----------------------------------------------- | --- |
| Adria Airways                                   | Ljubljana |
| Aegean Airlines                                 | Atena Charter sezonier: Heraklion |
| Aer Lingus                                      | Dublin |
| Aeroflot                                        | Moscova-Sheremetyevo |
| Air Arabia Egypt                                | Sezonier: Hurghada |
| airBaltic                                       | Riga |
| Air France                                      | Paris-Charles de Gaulle |
| Air Malta                                       | Malta |
| Air VIA                                         | Charter: Burgas, Varna |
| Alitalia                                        | Roma-Fiumicino |
| Alitalia operat de Alitalia CityLiner           | Roma-Fiumicino |
| Austrian Airlines operat de Welcome Air         | Linz |
| Austrian Airlines                               | Amman-Queen Alia, Amsterdam, Antalya, Arrecife, Arbil, Astana, Atena, Bagdad, Baku, Bangkok-Suvarnabhumi, Barcelona, Basel/Mulhouse, Beijing, Belgrad, Berlin, Bologna, Bruxelles, București-Henri Coandă, Budapesta, Cairo, Chicago O'Hare, Chișinău, Köln/Bonn, Copenhaga, Cracovia, Gran Canaria, Delhi, Dnipro, Dubai, Düsseldorf, Florența, Frankfurt, Funchal, Geneva, Graz, Hamburg, Hurghada, Iași, Innsbruck, Istanbul, Kharkiv, Kiev-Boryspil, Klagenfurt, Košice, Krasnodar, Larnaca, Leipzig/Halle, Linz, Londra-Heathrow, Luxor, Lviv, Lyon, Milano-Malpensa, Minsk-National, Moscova-Domodedovo, München, New York-JFK, Nisa, Odessa, Oslo-Gardermoen, Palma de Mallorca, Paris-Charles de Gaulle, Podgorica, Praga, Pristina, Roma-Fiumicino, Rostov-on-Don, St Petersburg, Salzburg, Sarajevo-International, Sharm el-Sheikh, Sibiu, Skopje, Sofia, Stockholm-Arlanda, Stuttgart, Tel Aviv-Ben Gurion, Tenerife-South, Salonic, Tirana, Tokyo-Narita, Toronto-Pearson, Varna, Veneția-Marco Polo, Vilnius, Varșovia-Chopin, Washington-Dulles, Yerevan, Zagreb, Zürich Sezonier: Araxos, Arrecife, Bari, Belfast, Billund, Birmingham, Bodrum, Bol, Bristol, Cagliari, Cardiff, Catania, Chania, Chios, Corfu, Dalaman, Dubrovnik, Faro, Fuerteventura, Funchal, Heraklion, Karpathos, Kavala, Kos, Lesbos, Malaga, Mykonos, Napoli, Palermo, Preveza, Reykjavik-Keflavik, Rhodos, Samos, Santorini, Skiathos, Split, Zakynthos |
| BH Air                                          | Charter: Burgas |
| British Airways                                 | Londra-Heathrow |
| Brussels Airlines                               | Bruxelles |
| Bulgaria Air                                    | Sofia |
| Bulgarian Air Charter                           | Charter: Burgas, Varna |
| China Airlines                                  | Taipei-Taoyuan |
| Condor                                          | Sezonier: Mombasa (începând cu 5 noiembrie 2013), Punta Cana, Varadero |
| Croatia Airlines                                | Zagreb Sezonier: Dubrovnik, Split |
| Cyprus Airways                                  | Sezonier: Larnaca |
| easyJet                                         | Londra-Gatwick |
| Emirates                                        | Dubai |
| EgyptAir                                        | Cairo |
| El Al                                           | Tel Aviv-Ben Gurion |
| EVA Air                                         | Bangkok-Suvarnabhumi, Taipei-Taoyuan |
| Finnair                                         | Helsinki |
| Freebird Airlines                               | Antalya, Izmir, Istanbul-Sabiha Gokcen |
| Georgian Airways                                | Tbilisi |
| Germania                                        | Bremen (începând cu 7 noiembrie 2013) |
| HOP!                                            | Strasbourg |
| Iberia                                          | Madrid |
| Iran Air                                        | Teheran-Imam Khomeini |
| KLM                                             | Amsterdam |
| KLM operat de KLM Cityhopper                    | Amsterdam |
| Korean Air                                      | Seul-Incheon, Zürich |
| Kuwait Airways                                  | Kuwait City (începând cu 8 august 2013) |
| LOT Polish Airlines                             | Varșovia-Chopin |
| LOT Polish Airlines operat de EuroLOT           | Cracovia |
| Lufthansa                                       | Berlin, Düsseldorf, Frankfurt, München |
| Lufthansa Regional operat de Eurowings          | Düsseldorf |
| Lufthansa Regional operat de Lufthansa CityLine | Düsseldorf, München |
| Luxair                                          | Luxembourg |
| Minoan Air                                      | Lugano |
| Montenegro Airlines                             | Podgorica |
| Nouvelair                                       | Sezonier: Enfidha |
| Norwegian Air Shuttle                           | Oslo-Gardermoen |
| Pegasus Airlines                                | Istanbul-Sabiha Gökçen Sezonier: Ankara, Antalya |
| People's Viennaline                             | Altenrhein |
| Qatar Airways                                   | Doha |
| Rossiya                                         | St Petersburg |
| Royal Jordanian                                 | Amman-Queen Alia |
| Sky Work Airlines                               | Bern |
| SunExpress                                      | Antalya, İzmir |
| Swiss International Air Lines                   | Zürich |
| TAP Portugal                                    | Lisabona |
| TAROM                                           | București-Henri Coandă, Cluj |
| Transavia.com                                   | Rotterdam |
| Tunisair                                        | Tunis Sezonier: Enfidha |
| Turkish Airlines                                | Ankara, Istanbul-Atatürk, Istanbul-Sabiha Gökçen Sezonier: Antalya, Kayseri, Samsun |
| Ukraine International                           | Kiev-Boryspil, Odessa |
| Vueling                                         | Barcelona |